# Zosterops kikuyuensis
El anteojitos kikuyu (Zosterops silvanus) es una especie de ave paseriforme de la familia Zosteropidae endémica de los montes Aberdare y monte Kenia, en Kenia. Anteriormente se consideraba una subespecie del anteojitos serrano.

## Distribución y hábitat
El anteojitos kikuyu se encuentra únicamente en los montes Aberdare y el monte Kenia, en el centro de Kenia. Su hábitat natural son los bosques tropicales de montaña.